# Complete Rarities: I.R.S. 1982-1987
Complete Rarities: I.R.S. 1982–1987 è una raccolta del 2014 della rock band alternativa dei R.E.M., del periodo in cui incidevano per la I.R.S. Records. Oltre al materiale inciso per la I.R.S. Records, quest'album contiene i 2 brani del loro primo 45 giri, uscito nel luglio 1981 su etichetta Hib-Tone.

## Descrizione
Comprendente ben 50 tracce, il disco non è mai stato pubblicato su CD, ma solo scaricabile digitalmente.

## Tracce
1. Radio Free Europe (Hib-Tone Single) – 3:48
2. Sitting Still (Hib-Tone Single) – 3:16
3. White Tornado – 1:56
4. Gardening At Night (Different Vocal Mix) – 3:30
5. Gardening At Night (Acoustic) – 3:54
6. All the Right Friends (Live In Studio) – 3:54
7. Moon River (Live In Studio) – 2:21
8. Pretty Persuasion (Live In Studio) – 4:02
9. There She Goes Again (Live In Studio) – 2:49
10. Tighten Up (Live In Studio) – 4:09
11. Ages of You (Live) – 3:48
12. We Walk (Live) – 3:17
13. 1,000,000 (Live) – 3:26
14. Gardening At Night (Electric Demo) – 4:44
15. Just a Touch (Live In Studio) – 2:38
16. King of the Road (Live In Studio) – 3:14
17. Pale Blue Eyes (Live In Studio) – 2:54
18. Voice of Harold – 4:25
19. Walter's Theme (Live In Studio) – 1:32
20. White Tornado (Live in Studio) – 1:52
21. Windout – 1:59
22. Wind Out (With Friends – Live In Studio) – 2:00
23. 9-9 (Live) – 3:06
24. Gardening At Night (Live) – 3:48
25. Catapult (Live) – 4:03
26. Ages of You – 3:43
27. Bandwagon – 2:17
28. Burning Down – 4:12
29. Burning Hell – 3:49
30. Crazy – 3:03
31. Driver 8 (Live) – 3:30
32. Bad Day – 3:03
33. Femme Fatale (Live In Studio) – 2:50
34. Hyena (Demo) – 2:49
35. Mystery To Me (Demo) – 2:01
36. Rotary Ten – 2:01
37. Theme From Two Steps Onward (Demo) – 4:37
38. Tired of Singing Trouble – 0:59
39. Toys In the Attic – 2:28
40. Romance – 3:27
41. Last Date – 2:16
42. Finest Worksong (Lengthy Club Mix) – 5:52
43. Finest Worksong (Mutual Drum Horn Mix) – 3:51
44. Finest Worksong (Other Mix) – 3:46
45. Maps and Legends (Live) – 3:16
46. Disturbance At the Heron House (Live) – 3:26
47. The One I Love (Live) – 4:06
48. Swan Swan H (Acoustic) – 2:42
49. (All I Have To Do Is) Dream – 2:38
50. Time After Time Etc. (Live) – 8:22